# John Lutz
John Thomas Lutz (Dallas, 11 settembre 1939 – Chesterfield, 9 gennaio 2021) è stato uno scrittore statunitense di narrativa gialla.

## Biografia
Nato nel 1939 a Dallas, ha vissuto tra Saint Louis e Sarasota.
Ha pubblicato il suo primo racconto nel 1966 sulla rivista Alfred Hitchcock magazine e da allora ha dato alle stampe più di 250 racconti e più di 35 romanzi appartenenti principalmente al genere giallo fornendo in un paio di occasioni il soggetto per altrettante pellicole.
Insignito di un Edgar Award e due premi Shamus, ha ricoperto la carica di presidente della Mystery Writers of America e della Private Eye Writers of America.
Lutz è morto nel gennaio del 2021, per complicazioni da Covid-19, aggiuntosi alla malattia di Parkinson e ad altre patologie da cui egli era affetto da tempo.

## Opere principali

### Serie Alo Nudger
- Buyer Beware (1976)
- Night Lines (1985)
- A qualcuno piace morta (The Right to Sing the Blues, 1986), Milano, Il Giallo Mondadori N. 1983, 1987
- Morire d'amore (Ride the Lightning, 1987), Milano, Il Giallo Mondadori N. 2042, 1988
- Dancer's Debt (1988)
- Messa a fuoco (Time Exposure, 1989), Milano, Il Giallo Mondadori N. 2232, 1991
- Diamond Eyes (1990)
- Thicker Than Blood (1993)
- Death by Jury (1995)
- Oops! (1998)
- The Nudger Dilemmas (2001)

### Serie Fred Carver
- Tropical Heat (1986)
- Scorcher (1987)
- Kiss (1988)
- Flame (1990)
- Bloodfire (1991)
- Hot (1992)
- Spark (1993)
- Torch (1994)
- Burn (1995)
- Lightning (1996)

### Serie Night
- The Night Caller (2001)
- Fiamme (The Night Watcher, 2002), Milano, Il Giallo Mondadori N. 2858, 2004
- The Night Spider (2003)
- Fear The Night (2005)
- Chill Of Night (2006)

### Serie Frank Quinn
- Darker Than Night (2004)
- In For The Kill (2007)
- Night Kills (2008)
- Urge To Kill (2009)
- Mister X (2010)
- Serial (2011)
- Pulse (2012)
- Twist (2013)

### Altri romanzi
- The Truth of the Matter (1971)
- Bonegrinder (1977)
- Lazarus Man (1979)
- Jericho Man (1980)
- I delitti dell'ombra (The Shadow Man, 1981), Milano, Il Giallo Mondadori N. 1749, 1982
- Exiled (1982) (scritto con lo pseudonimo di Steven Greene)
- The Eye con Bill Pronzini (1984)
- Shadowtown (1988)
- Single White Female  (1990)
- Dancing with the Dead (1992)
- The Ex (1996)
- Final Seconds (1998)

### Racconti
- Better Mousetraps (1988)
- Shadows Everywhere (1994)
- Until You Are Dead (1998)
- Endless Road: And Other Stories (2003)

## Filmografia
- Inserzione pericolosa (Single White Female), regia di Barbet Schroeder (1992) (soggetto)
- Legami pericolosi (The Ex), regia di Mark L. Lester (1997) (soggetto)

## Premi e riconoscimenti
- Premio Edgar per il miglior racconto breve: 1986 vincitore con Ride the Lightening
- Premio Shamus: 1983 vincitore nella categoria Miglior racconto con What You Don't Know Can Hurt You e 1989 vincitore nella categoria Miglior romanzo in edizione rilegata con Kiss